# Lista de líderes da Coreia do Norte
A seguir, uma lista de líderes políticos da Coreia do Norte, oficialmente chamada República Popular Democrática da Coreia (RPDC).

## Líder Supremo
A Constituição da Coreia do Norte reconhece o título "Líder Supremo" desde 2009, quando o Presidente da Comissão de Defesa Nacional foi formalmente designado como "o Líder Supremo da República Popular Democrática da Coreia". O título foi ligeiramente alterado em 2012, com "Presidente" sendo substituído por "Primeiro Presidente".
Na quarta sessão plenária da Assembleia Popular Suprema em junho de 2016, a Comissão de Defesa Nacional foi oficialmente substituída pela Comissão de Assuntos do Estado, com um foco expandido em relação a outras preocupações nacionais, além da defesa e segurança. A Comissão de Assuntos de Estado da República Popular Democrática da Coreia é definida pela constituição de 2016 como "o supremo órgão de liderança do poder do Estado, orientado por políticas". O atual presidente da Comissão de Assuntos de Estado da República Popular Democrática da Coreia, que é definido pela mesma constituição como o Líder Supremo da nação, é Kim Jong-un.
Gerações de lideranças
      Primeira geração
      Segunda geração
      Terceira geração
- Negrito indica a mais alta posição no Partido dos Trabalhadores da Coreia

|                                                                               | Kim Il-sung 김일성 (1912–1994)                  |                                                                   |                               |
| Comandante Supremo do Exército Popular da Coreia                              | 8 de fevereiro de 1948 – 24 de dezembro de 1991 | 9 de setembro de 1948 ↓ 8 de julho de 1994 (45 anos , 302 dias )  | Juche (Dez Princípios)        |
| Primeiro-ministro do Gabinete da Coreia do Norte                              | 9 de setembro de 1948 – 28 de dezembro de 1972  | 9 de setembro de 1948 ↓ 8 de julho de 1994 (45 anos , 302 dias )  | Juche (Dez Princípios)        |
| Presidente do Comitê Central do Partido dos Trabalhadores da Coreia           | 30 de junho de 1949 – 11 de outubro de 1966     | 9 de setembro de 1948 ↓ 8 de julho de 1994 (45 anos , 302 dias )  | Juche (Dez Princípios)        |
| Presidente da Comissão Militar Central do Partido dos Trabalhadores da Coreia | 26 de junho de 1950 – 8 de julho de 1994        | 9 de setembro de 1948 ↓ 8 de julho de 1994 (45 anos , 302 dias )  | Juche (Dez Princípios)        |
| Secretário-geral do Comitê Central do Partido dos Trabalhadores da Coreia     | 11 de outubro de 1966 – 8 de julho de 1994      | 9 de setembro de 1948 ↓ 8 de julho de 1994 (45 anos , 302 dias )  | Juche (Dez Princípios)        |
| Presidente da Coreia do Norte                                                 | 28 de dezembro de 1972 – 8 de julho de 1994     | 9 de setembro de 1948 ↓ 8 de julho de 1994 (45 anos , 302 dias )  | Juche (Dez Princípios)        |
| Presidente da Comissão de Defesa Nacional da Coreia do Norte                  | 28 de dezembro de 1972 – 9 de abril de 1993     | 9 de setembro de 1948 ↓ 8 de julho de 1994 (45 anos , 302 dias )  | Juche (Dez Princípios)        |
| Presidente Eterno da Coreia do Norte                                          | 5 de setembro de 1998 – Incumbente              | 9 de setembro de 1948 ↓ 8 de julho de 1994 (45 anos , 302 dias )  | Juche (Dez Princípios)        |
|                                                                               | Kim Jong-il 김정일 (1941–2011)                  |                                                                   |                               |
| Comandante Supremo do Exército Popular da Coreia                              | 24 de dezembro de 1991 – 17 de dezembro de 2011 | 8 de julho de 1994 ↓ 17 de dezembro de 2011 (17 anos , 162 dias ) | Juche Songun (Dez Princípios) |
| Presidente da Comissão de Defesa Nacional da Coreia do Norte                  | 9 de abril de 1993 – 17 de dezembro de 2011     | 8 de julho de 1994 ↓ 17 de dezembro de 2011 (17 anos , 162 dias ) | Juche Songun (Dez Princípios) |
| Secretário-geral do Partido dos Trabalhadores da Coreia                       | 8 de outubro de 1997 – 17 de dezmebro de 2011   | 8 de julho de 1994 ↓ 17 de dezembro de 2011 (17 anos , 162 dias ) | Juche Songun (Dez Princípios) |
| Presidente da Comissão Militar Central do Partido dos Trabalhadores da Coreia | 8 de outubro de 1997 – 17 de dezmebro de 2011   | 8 de julho de 1994 ↓ 17 de dezembro de 2011 (17 anos , 162 dias ) | Juche Songun (Dez Princípios) |
| Secretário-Geral Eterno do Partido dos Trabalhadores da Coreia                | 11 de abril de 2012 – Incumbente                | 8 de julho de 1994 ↓ 17 de dezembro de 2011 (17 anos , 162 dias ) | Juche Songun (Dez Princípios) |
| Presidente Eterno da Comissão de Defesa Nacional da Coreia do Norte           | 13 de abril de 2012 – Incumbente                | 8 de julho de 1994 ↓ 17 de dezembro de 2011 (17 anos , 162 dias ) | Juche Songun (Dez Princípios) |
|                                                                               | Kim Jong-un 김정은 (nasceu em 1984)             |                                                                   |                               |
| Comandante Supremo do Exército Popular da Coreia                              | 30 de dezembro de 2011 – Incumbente             | 17 de dezembro de 2011 ↓ Incumbente (13 anos , 95 dias )          | Juche Songun (Dez Princípios) |
| Primeiro secretário do Partido dos Trabalhadores da Coreia                    | 11 de abril de 2012 – 9 de maio de 2016         | 17 de dezembro de 2011 ↓ Incumbente (13 anos , 95 dias )          | Juche Songun (Dez Princípios) |
| Presidente da Comissão Militar Central do Partido dos Trabalhadores da Coreia | 11 de abril de 2012 – Incumbente                | 17 de dezembro de 2011 ↓ Incumbente (13 anos , 95 dias )          | Juche Songun (Dez Princípios) |
| Presidente da Comissão de Defesa Nacional da Coreia do Norte                  | 13 de abril de 2012 – 29 de junho 2016          | 17 de dezembro de 2011 ↓ Incumbente (13 anos , 95 dias )          | Juche Songun (Dez Princípios) |
| Presidente do Partido dos Trabalhadores da Coreia                             | 9 de maio de 2016 – Incumbente                  | 17 de dezembro de 2011 ↓ Incumbente (13 anos , 95 dias )          | Juche Songun (Dez Princípios) |
| Presidente da Comissão de Assuntos Estatais                                   | 29 de junho de 2016 – Incumbente                | 17 de dezembro de 2011 ↓ Incumbente (13 anos , 95 dias )          | Juche Songun (Dez Princípios) |

## Líderes do Partido dos Trabalhadores da Coreia

Bandeira do Partido dos Trabalhadores da Coreia.

| No.                                | Foto | Nome (Nascimento–Morte)      | Assumiu o cargo       | Deixou o cargo        | Partido político                             |
| ---------------------------------- | ---- | ---------------------------- | --------------------- | --------------------- | -------------------------------------------- |
| 1                                  |      | Kim Du-bong (1889–1958)      | 28 de agosto de 1946  | 30 de junho de 1949   | Partido dos Trabalhadores da Coreia do Norte |
| 2                                  |      | Kim Il-sung (1912–1994)      | 30 de junho de 1949   | 11 de outubro de 1966 | Partido dos Trabalhadores da Coreia          |
| Secretário-geral do Comitê Central |      |                              |                       |                       |                                              |
| (2)                                |      | Kim Il-sung (1912–1994)      | 11 de outubro de 1966 | 8 de julho de 1994    | Partido dos Trabalhadores da Coreia          |
| Secretário-geral do Partido        |      |                              |                       |                       |                                              |
| 3                                  |      | Kim Jong-il (1942–2011)      | 8 de outubro de 1997  | Incumbente (falecido) | Partido dos Trabalhadores da Coreia          |
| Primeiro Secretário do Partido     |      |                              |                       |                       |                                              |
| 4                                  |      | Kim Jong-un (nasceu em 1984) | 11 de abril de 2012   | 9 de maio de 2016     | Partido dos Trabalhadores da Coreia          |
| Presidente do Partido              |      |                              |                       |                       |                                              |
| (4)                                |      | Kim Jong-un (nasceu em 1984) | 9 de maio de 2016     | Incumbente            | Partido dos Trabalhadores da Coreia          |